# Tamworth (Australia)
Tamworth è una città nella regione del New England del Nuovo Galles del Sud in Australia. Il centro abitato, che sorge sulle rive del fiume Peel, ospita una popolazione di 42.501 persone, è il maggior centro regionale per il sud del New England e nella zona del governo locale di Tamworth Consiglio regionale. La città offre servizi per 55.063 persone. La città è situata a metà strada tra Brisbane e Sydney, le due maggiori città della costa orientale dell'Australia.
Tamworth a livello nazionale è famosa come la "Country Music Capital of Australia", ovvero la "Contea della Musica Country dell'Australia", ogni anno ospita il Tamworth Country Music Festival a fine gennaio, il secondo più grande festival di musica country del mondo. La città è riconosciuta come la "National Equine Capital of Australia" ("Capitale Nazionale Ippica dell'Australia") a causa dell'elevato numero di eventi con i cavalli tenuti nella città. Come centro equino è il più grande del suo genere nell'emisfero Sud. La città inoltre è conosciuta come la prima città delle luci, essendo il primo posto in Australia per utilizzare lampioni elettrici.